# Hvalbiar kirkja
Hvalbiar Kirkja er en færøsk kirke i Hvalba  på Suðuroy. Kirken er hjemmehørende 
i Færøernes folkekirke.
Den tidligere kirke fra 1859, der var en trækirke med skifertag, stod et andet sted. 
Den nuværende kirke, indviet den 27. oktober 1935, er opført i beton under ledelse af Jens Mortensen, Tvøroyri. 
Taget er lavet af rødmalet bølgebilk og i vestenden er opført samt i nordsiden en ottesidet tagrytter. Koret er femsidet med mindre tilbygninger i hjørnerne op mod skibet. Der er en dør er i vestgavlen og kirken har 5 vinduer i sydsiden  samt fire og indgangsdøren i sydsiden. Der ud over er der fire vinduer i koret.
Indvendig har kirken tøndehvælv. 
Altertavlen er et maleri efter Da Vinci "Nadveren" og på alteret står en kopi af Thorvaldsens Kristus. 
En del af altersølvet er en gave til kirken fra den engelske regering, som tak for bjergning af ligene fra trawleren "Sankt Bernhard", der strandede ud for Hvalba. 
Døbefonten  er af træ med ottekantet kumme og har  et tinfad fra 1856. En ældre døbefont står på pulpituret i vestenden.
Prædikestolen står i korbuens nordside.  
Kirkeskibet er en model af skonnerten  "Immanuel Kvalbø", ophænget i 1953. 
Kirkeklokken er støbt af M. C. Troschell i København i 1765.